# 小果菘蓝
小果菘蓝（学名：Isatis minima），为十字花科菘蓝属下的一个植物种。